# ASB Classic 2023
ASB Classic 2023 — тенісний турнір, що проходив на кортах з твердим покриттям у місті Окленд (Нова Зеландія), Нова Зеландія з 9 січня. Належав до категорії ATP 250, був турніром серії ATP Auckland Open 2023 року.

## Фінальна частина

### Чоловіки, одиночний розряд
Рішар Гаске —  Камерон Норрі 4–6, 6–4, 6–4

### Жінки, одиночний розряд
Коко Гофф —  Ребека Масарова 6–1, 6–1

### Чоловіки, парний розряд
Нікола Мектич /  Мате Павич —  Натаніел Ламмонс /  Джексон Вітроу 6–4, 6–7(5–7), [10–6]

### Жінки, парний розряд
Като Мію /  Алділа Сутдж'яді —  Лейла Фернандес /  Бетані Маттек-Сендс 1–6, 7–5, [10–4]